# Rantechaux
Rantechaux est une ancienne commune française située dans le département du Doubs en région Franche-Comté, devenue, le 1er janvier 2016, une commune déléguée de la commune nouvelle des Premiers-Sapins.

## Géographie
Rantechaux se trouve à 5 km au sud-est de Valdahon et environ 30 km au sud-est de la ville de Besançon, à vol d'oiseau. Le village qui a une altitude moyenne de 740 m se situe sur le premier plateau du Doubs dans le massif jurassien, à l'est de la haute vallée de la Loue (secteur Ornans - Vuillafans) et au pied des premières montagnes du Cicon, à la limite entre le Doubs et le Haut-Doubs, où l'on atteint 863 m d'altitude. La commune occupe une surface des 5,71 km2.
Comme pour les communes voisines d'Epenoy au nord et de Vanclans au sud, le territoire de la commune de Rantechaux dessine grossièrement une sorte de rectangle perpendiculaire à la ligne montagneuse : il comporte ainsi une grande partie assez plane propice à l'agriculture et une partie constituée par les pentes du Cicon et ses forêts. Il n'y a aucun cours d'eau de surface dans ce relief karstique où l'eau s'infiltre rapidement, on trouve d'ailleurs quelques dépressions comme le petit gouffre de la source de La Barcheule.

### Toponymie
Ranustal au VIIe siècle ; Rotenchal en 1110 ; Rotenchaux een 1268 ; Rantechaul subtus Cycons, Rantechaz en 1350 ; Rotancho en 1352 ; Rantchaux en 1468 ; Rantechaux depuis le XVIe siècle.

## Histoire
La légende de saint Ermanfroy (Ermenfrid) qui fonda au VIIe siècle l'abbaye de Cusance dans la région près de Baume-les-Dames, mentionne une villa de Ranstal ou Rantiscal qu'on a traduit par Rantechaux mais il serait bien hasardeux d’affirmer qu'il s'agit du Rantechaux actuel. 
En effet, ce n'est que plus tard aux XIe et XIIe siècles que l'implantation villageoise se réalise vraiment avec le défrichement des terrains du plateau du Valdahon. Il est difficile de suivre la possession au Moyen Âge d'un territoire mineur comme celui de Rantechaux car les fiefs changent de famille par les mariages et les héritages et les liens féodaux de vassalité sont complexes. 
Aux XIIe et XIIIe siècles, les sires de Montgesoye de Vuillafans/Châteauvieux-les-Fossés liés aux seigneurs de Cicon contrôlent la haute vallée de la Loue et les routes du sel vers la Suisse et l’Allemagne sur les plateaux environnants. À la suite d'échanges de fiefs avec le duc Hugues IV de Bourgogne Jean Ier de Chalon devient le suzerain du territoire. Vers le milieu du XIVe siècle, la dernière héritière des Montgesoye épouse Girard de Montfaucon, issu d'une famille importante de Franche-Comté alliée aux autres grandes lignées de la région, qui constitue un fief important de 32 villages dont Rantechaux. Il décède le 7 février 1353 et son fils Jean III de Montfaucon meurt le 13 septembre 1372 à la bataille d'Asti sans enfant légitime dans l’expédition de la ligue anti-viscontienne d'Amédée VI de Savoie : ses possessions passent à son cousin Étienne de Montfaucon, chef de la famille aînée des Montfaucon devenu comte de Montbéliard par son mariage avec Agnès de Chalon.
En 1397, à la disparition d’Étienne de Montfaucon dont le fils Henri, seigneur d'Orbe et autres lieux, est mort en 1396 à la bataille de Nicopolis en Bulgarie dans la croisade contre les Ottomans, ses petites-filles héritent des différentes possessions de l'importante baronnie qui est divisée : Henriette reçoit le comté de Montbéliard qui par son mariage avec le prince de Wurtemberg passe dans la famille allemande, et Jeanne reçoit les autres fiefs francs-comtois, dont Vuillafans et le plateau du Valdahon. Elle épouse en 1412 Louis II de Chalon-Arlay, prince d'Orange et vend en partie la même année à son vassal Didier de Cicon ses possessions du plateau. Guillaume VII de Chalon, le fils de Jeanne de Montfaucon, hérite de la seigneurie de Montfaucon et soutient, en désaccord avec son père, en 1450 les droits du duc d’Orléans sur le Milanais. Ayant besoin d'argent pour préparer sa campagne, il aliène ses possessions. C'est semble-t-il dans ce contexte, en 1452, que les Cicon acquièrent avec Guillaume de Cicon-Demangevelle (qui meurt en 1489) l'entière possession des territoires d'Épenoy, Étray, Arc-sous-Cicon, Aubonne, Avoudrey et Rantechaux. Lui succède Jean de Cicon, seigneur de Demangevelle, qui meurt en 1508 : la famille directe des Cicon s'éteint avec lui et il institue ses trois sœurs comme héritières. Les possessions se diviseront et passeront par le jeu des successions et des mariages dans diverses mains. Ainsi les de Thon (p. 197) au XVIIe siècle devinrent seigneur de Rantechaux mais ils vivaient semble-t-il dans le château de Vuillafans. Plus tard, en 1697, les Froissard-Broissia obtinrent un titre de marquisat qui prit le nom de marquisat de Belot-Vilette en 1720. Finalement, le dernier héritier, un Mayard de Martigna, vend en 1824 ses possessions de Rantechaux aux gens du village.
Plus généralement, la région vit les péripéties de l'histoire de la Franche-Comté (le terme apparaît en 1366) : elle est libérée des Français à la fin du XVe siècle par le traité de Senlis et la Franche-Comté des Habsbourg, terre d'Empire, connaît un siècle de prospérité. Administrativement Rantechaux faisait alors partie du bailliage d'Ornans, subdivision du bailliage du milieu ou bailliage de Dole.
La guerre réapparaît de 1595 à 1598 (traité de Vervins), quand Henri IV déclare la guerre à l'Espagne et envahit la Franche-Comté, mais c'est surtout la Guerre de Dix Ans qui dévaste la région entre 1634 et 1644 : les exactions, la peste et la famine accompagnent cette tentative d'annexion de la province par la France. On estime que les deux tiers des Francs-Comtois sont morts pendant la guerre de Dix Ans et le repeuplement se fera lentement avec des populations extérieures (Savoyards, Lorrains...) dans une Franche-Comté devenue française à la suite du traité de Nimègue en 1678. 

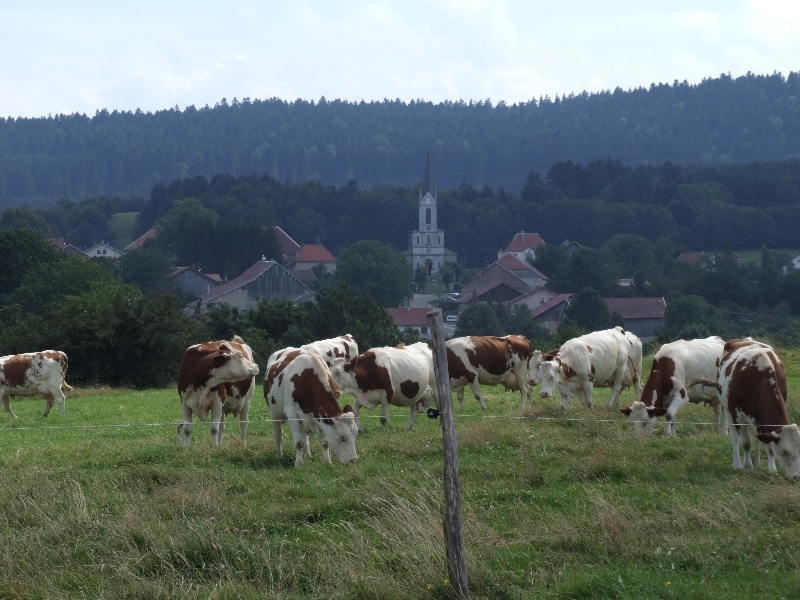
Rantechaux vu depuis le village voisin d'Épenoy.

## Politique et administration

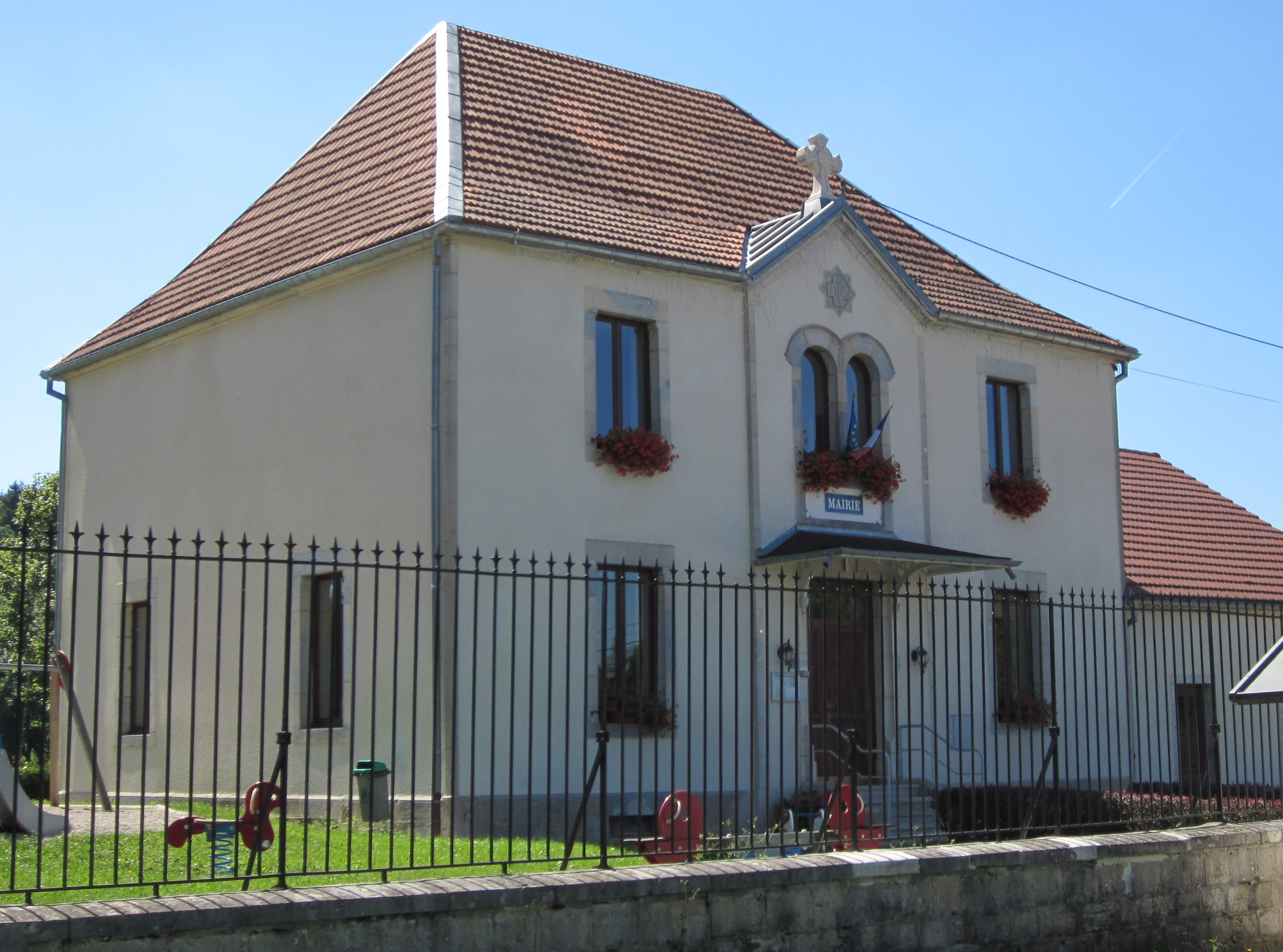
La mairie de Rantechaux : installée dans l'ancien presbytère, elle conserve (curieusement ?) les signes religieux catholiques.

### Liste des maires successifs
| Période                                  | Période          | Identité           | Étiquette | Qualité     |
| ---------------------------------------- | ---------------- | ------------------ | --------- | ----------- |
| mars 2001                                | 2008             | Chantal Colisson   |           |             |
| mars 2008                                | 2014             | Arlette Patton     |           |             |
| mars 2014                                | 31 décembre 2015 | Thierry Defontaine | DVD       | Agriculteur |
| Les données manquantes sont à compléter. |                  |                    |           |             |

### Liste des maires délégués successifs
| Période                                  | Période  | Identité           | Étiquette | Qualité     |
| ---------------------------------------- | -------- | ------------------ | --------- | ----------- |
| 1er janvier 2016                         | En cours | Thierry Defontaine | DVD       | Agriculteur |
| Les données manquantes sont à compléter. |          |                    |           |             |

## Démographie
L'évolution du nombre d'habitants est connue à travers les recensements de la population effectués dans la commune depuis 1793. À partir du 1er janvier 2009, les populations légales des communes sont publiées annuellement dans le cadre d'un recensement qui repose désormais sur une collecte d'information annuelle, concernant successivement tous les territoires communaux au cours d'une période de cinq ans. 
Pour les communes de moins de 10 000 habitants, une enquête de recensement portant sur toute la population est réalisée tous les cinq ans, les populations légales des années intermédiaires étant quant à elles estimées par interpolation ou extrapolation. Pour la commune, le premier recensement exhaustif entrant dans le cadre du nouveau dispositif a été réalisé en 2004,.
En 2013, la commune comptait 183 habitants, en évolution de −3,68 % par rapport à 2008 (Doubs : +2,04 %, France hors Mayotte : +2,49 %).
| 1793 | 1800 | 1806 | 1821 | 1831 | 1836 | 1841 | 1846 | 1851 |
| ---- | ---- | ---- | ---- | ---- | ---- | ---- | ---- | ---- |
| 186  | 158  | 213  | 260  | 260  | 239  | 232  | 214  | 233  |

| 1856 | 1861 | 1866 | 1872 | 1876 | 1881 | 1886 | 1891 | 1896 |
| ---- | ---- | ---- | ---- | ---- | ---- | ---- | ---- | ---- |
| 222  | 230  | 227  | 210  | 204  | 168  | 178  | 172  | 161  |

| 1901 | 1906 | 1911 | 1921 | 1926 | 1931 | 1936 | 1946 | 1954 |
| ---- | ---- | ---- | ---- | ---- | ---- | ---- | ---- | ---- |
| 155  | 149  | 141  | 144  | 144  | 148  | 124  | 126  | 130  |

| 1962 | 1968 | 1975 | 1982 | 1990 | 1999 | 2004 | 2009 | 2013 |
| ---- | ---- | ---- | ---- | ---- | ---- | ---- | ---- | ---- |
| 128  | 136  | 101  | 120  | 135  | 186  | 193  | 187  | 183  |

Au début du XXIe siècle, la population (195 hab. en 2006) a retrouvé à peu près son niveau du début du XIXe siècle (213 hab. en 1806) : elle avait commencé à décliner dans les années 1880 (168 hab. en 1881) pour atteindre son point le plus bas en 1975 (101 hab.). De village agricole, Rantechaux est devenu un village résidentiel : de nouvelles familles avec des enfants se sont installées en construisant pour la plupart des maisons neuves, les parents travaillant à l'extérieur, dans les bourgades des alentours.

## Lieux et monuments

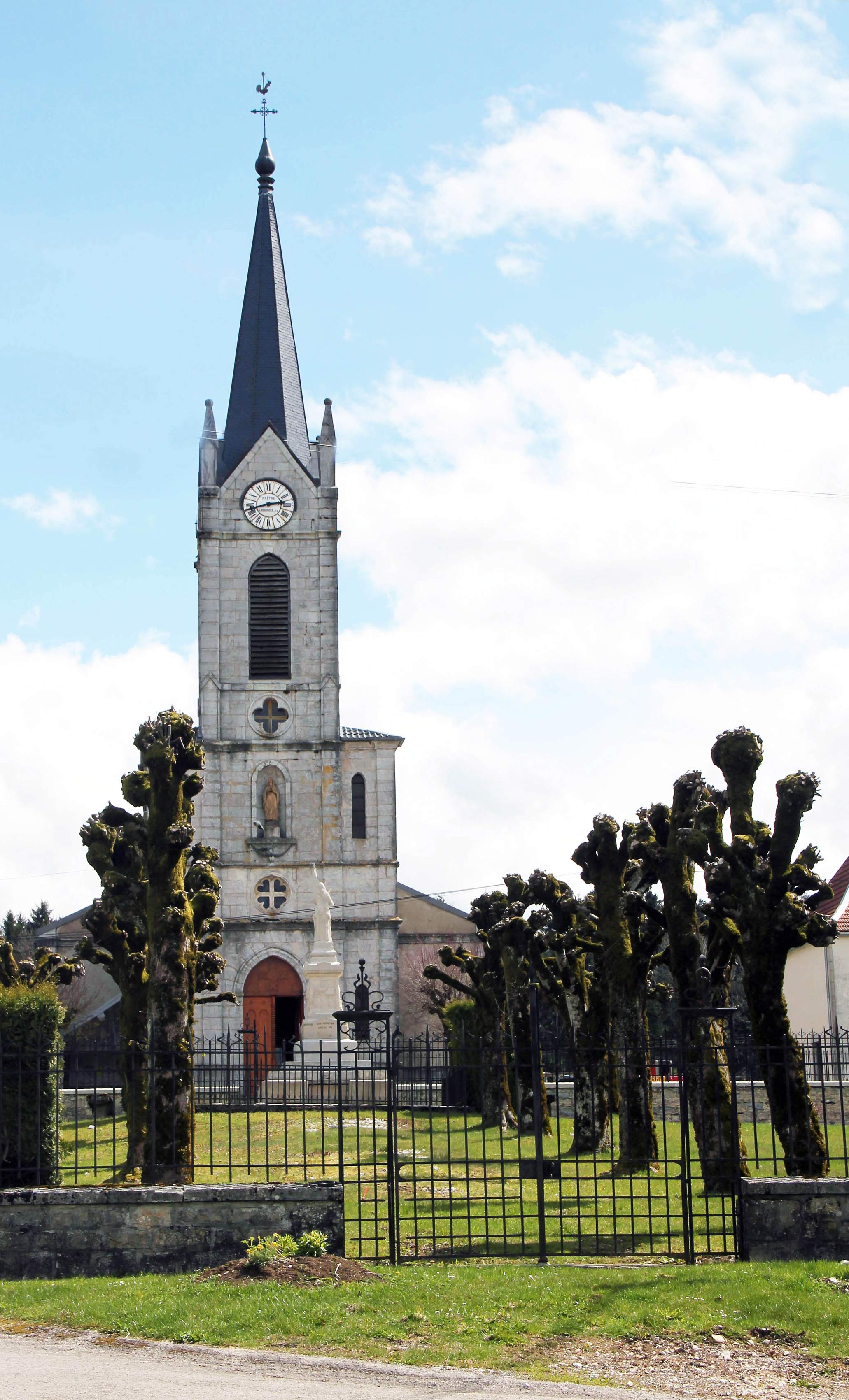
Église de Rantechaux (1863).

- Église : Rantechaux possédait une chapelle médiévale sans doute reconstruite à la fin du XVIIe siècle après les dévastations de la guerre comme celle du village voisin d'Épenoy (église Saint-Renobert refaite en 1652) : son aménagement s'est poursuivi par l'installation de cloches en 1780[15]. Cette église était placée sous la dépendance de la paroisse d'Épenoy[16]. L'édifice ancien a été remplacé en 1863 par une église de style néogothique avec un clocher pointu.

- Maisons : au centre du village se trouvent des maisons de ferme construites aux XVIIIe et XIXe siècles dans le style caractéristique des fermes de Franche-Comté.

## Économie et infrastructure
Rantechaux était jusqu'à la fin du XXe siècle un village d'agriculteurs et d'éleveurs de bovins (vaches laitières de race montbéliarde pour la fabrication du comté) qui exploitaient aussi les forêts de résineux communales ou privées. Ces activités demeurent mais de plus en plus d'habitants sont employés dans les petites industries locales ou dans les villes des environs comme Pontarlier ainsi qu'au camp militaire de Vadahon.

## Personnalités liées à la commune
- Jean-Raymond Tournoux. (15 août 1914 aux Rousses - 23 novembre 1984 à Paris), inhumé à Rantechaux, pays de ses ancêtres.